# Centralia (Missouri)
Centralia is een plaats (city) in de Amerikaanse staat Missouri, en valt bestuurlijk gezien onder Audrain County en Boone County.

## Demografie
Bij de volkstelling in 2000 werd het aantal inwoners vastgesteld op 3774.
In 2006 is het aantal inwoners door het United States Census Bureau geschat op 3611, een daling van 163 (-4,3%).

## Geografie
Volgens het United States Census Bureau beslaat de plaats een oppervlakte van
6,6 km², geheel bestaande uit land.

## Plaatsen in de nabije omgeving
De onderstaande figuur toont nabijgelegen plaatsen in een straal van 28 km rond Centralia.